# Луций Титий Плавций Аквилин
Луций Титий Плавций Аквилин (на латински: Lucius Titius Plautius Aquilinus) е политик и сенатор на Римската империя през 2 век.

## Биография
Аквилин е вероятно италики. Син е на Луций Епидий Титий Аквилин (консул 125 г.) и Авидия Плавция. Брат е на Плавций Квинтил, който е консул 159 г. и е женен за Цейония Фабия, дъщеря на Луций Елий Цезар и сестра на Луций Вер.
През 162 г. Аквилин е редовен консул заедно с Квинт Юний Рустик.